# إلين ثومبسون
إلين ثومبسون (مواليد 28 حزيران 1992) هي بطلة في الجري السريع من جامايكا. فازت بالميدالية الفضية في سابق 200 متر في بطولة العالم لألعاب القوى 2015 وهي خامس أسرع امرأة في هذا السباق وأسرع رابع امرأة في سباق 100 متر على الإطلاق. من إنجازاتها الهامة الفوز بالميدالية الذهبية في سباق 100 متر سيدات في الألعاب الأولمبية الصيفية 2016 في ريو دي جانيرو وسجلت زمناً قدره 10.71 ثانية

## سيرتها

### بداياتها
يعود أصل إلين إلى أرض الموز مانشيتر باريش في جامايكا. بدأت الركض في مدرسة كريستيانا الثانوية ثم في مدرسة مانشستر الثانوية. كانت أفضل نتائجها في جامايكا بطولة مدارس الأولاد والبناتعام 2009، حيث حلّت في المركز الرابع في سباق 100 متر بزمن 12.01. عام 2011، استبعدت من فريق المدرسة (مانشيستر الثانوية) لأسباب تأديبية.
بعد المدرسة الثانوية، عيّنها باول فرانسيس في جامعة التكنولوجيا (جامايكا) وهو شقيق مدرب نادي الميدان MVP ستيفن فرانسيس، حيث تسنّى لها التدريب ما حسّن من رقمها كثيراً.ref name="francis"/> عام 2013، أنهت الموسم الرياضي بأفضل زمن سجلته في غيبسون ريلايز وقدره 11.41 وحلت في المركز الثاني بعد كاري راسيل في بطولة الكليات الجامايكية، أما في بطولة أمريكا الوسطى والكاريبي لألعاب القوى 2013 التي أقيمت في موريليا، فقد فازت بميدالية ذهبية في سباق 100 متر تتابع حيث سجّل الفريق 43.58 ثانية. عام 2014، فازت إلينا بأول لقب لها في بطولة الكليات، حيث حلت في المركز الخامس بزمن 11.26 في البطولة الوطنية وأنهت الموسم بأفضل زمن قدره 11.17 مثّلت إلين جامايكا في مسابقات ألعاب القوى في بطولة الكومنولث 2014 في غلاسكو، فقد شاركت في سباق 4×100 متر سيدات تتابع تصفيات وفاز الفريق بزمن 42.44 ومن ثم فاز بالميدالية الذهبية في النهائيات

### 2015
بدأت مشاركات إلين الدولية عام 2015. فقد كررت إنجازها كبطلة في الكليات الجامايكية في آذار (مارس) بزمن قدره 11.09 وكسرت حاجز 11 ثانية لأول مرة في بطولة UTech Classic في 11 نيسان (أبريل) حيث سجلت 10.92. ثم سجلت 10.97 ثانية في بطولة جامايكا في كينغستون متغلّبة على بليسينغ أوكاغبيري وأليسون فيليكس؛ وهذا الفوز أكّد على أهميتها كإحدى أبرز عداءات العالم.
كان من المتوقع أن تركض إلين في سباق 100 متر في بطولة جامايكا الوطنية، والتي تعتبر بمثابلة تأهيل لبطولة العالم لألعاب القوى 2015 في بكين، لكن المدرب ستيفن فرانسيس فضّل انسحابها من هذه البطولة والتركيز على سباق 200 متر، حيث سجلت فيه أفضل رقم شخصي لها قدره 22.37 في أيار (مايو).
فازت إلين بلقب سباق 200 متر الوطني بزمن 22.51 ثانية ما أهلها للمشاركة في بطولة العالم
في سباق الجائزة الكبرى في لندن في 22 تموز (يوليو) 2015 فازت إلين بسباق 200 متر بزمن 22.10 ثوانٍ ؛ وكان هذا الزمن أفضل أرقامها.
في بطولة العالم لألعاب القوى 2015 في بكين، فازت إلين بالميدالية الفضية بينما فازت دافني شيبرز بالميدالية الذهبية. وكان زمنها 21.66 ثانية وهو أسرع من رقمها في البطولة السابقة لكنه أقل من رقم دافني شيبرز بـ 0.03 أجزاء.

### 2016
فازت إلين ثومبسون بالميدالية الذهبية في نهائي سباق 100 متر سيدات في الألعاب الأولمبية الصيفية 2016 في ريو دي جانيرو، متقدّمة على توري بووي وشيلي آن فريزر صاحبة الميدالية الذهبية في أولمبياد 2012.

## وصلات خارجية
- إلين ثومبسون على موقع الاتحاد الدولي لألعاب القوى (الإنجليزية)
- إلين ثومبسون على موقع الدوري الماسي (الإنجليزية)
- إلين ثومبسون على موقع اللجنة الأولمبية الدولية (الإنجليزية)
- إلين ثومبسون على موقع أوليمبيديا (الإنجليزية)
- إلين ثومبسون على موقع اتحاد ألعاب الكومنولث (مؤرشف) (الإنجليزية)
- إلين ثومبسون على موقع دورة ألعاب الكومنولث 2014 (مؤرشف) (الإنجليزية)